# LHS 1678
LHS 1678, è una stella nella costellazione del Bulino, distante 65 anni luce dal sistema solare e di magnitudine +12,5. Si tratta di una nana rossa attorno alla quale sono stati scoperti due pianeti extrasolari di piccole dimensioni. Un terzo pianeta, la cui scoperta è stata effettuata nel 2021, è stato confermato nel 2024. Oltre alla presenza dei pianeti la stella ha un compagno di cui ancora non è chiara la natura: potrebbe trattarsi di una nana rossa ancor più piccola oppure di una nana bruna.

## Caratteristiche
LHS 1678 è una nana rossa di tipo spettrale M2V, relativamente tranquilla e poco attiva rispetto ad altre del suo genere più giovani, la sua età è infatti stata stimata da un minimo di 4 a un massimo di 9 miliardi di anni.
Anche se non osservata direttamente, il movimento del centro di massa della stella indica la presenza di una compagna la cui natura non è ancora nota. Potrebbe trattarsi di un'altra nana rossa anche se i dati fotometrici escludono che si tratti di una stella ugualmente massiccia come la principale. Rimane la possibilità che sia una piccolissima nana rossa con una massa appena sufficiente per sviluppare la fusione dell'idrogeno nel nucleo, o più probabilmente, potrebbe trattarsi di una nana bruna.
È stata anche considerata l'ipotesi che la compagna possa essere una nana bianca, tuttavia per gli stessi motivi per cui gli astronomi escludono nane rosse relativamente massicce, ritengono molto improbabile che possa trattarsi di una nana bianca.

## Sistema planetario
Nel gennaio 2021 tramite il telescopio spaziale TESS sono stati scoperti due pianeti con il metodo del transito. Successivamente il sistema è stato osservato da Terra per misurare variazioni della velocità radiale della stella, con lo scopo di confermare la scoperta dei pianeti e determinarne la massa.
LHS 1678 b, il pianeta più interno, è uno dei più piccoli pianeti conosciuti: ha un raggio del 70% di quello terrestre, una massa massima che è un terzo di quella della Terra e quella media di solo 5 volte la massa lunare. Orbita in prossimità della stella, compiendo una rivoluzione in poco più di 20 ore, a una distanza di 0,01251 UA, equivalenti a 1,88 milioni di chilometri. Dato che riceve 94 volte la quantità di radiazione che la Terra riceve dal Sole, si pensa che sia un mondo rovente privo di atmosfera, ed essendo in rotazione sincrona per via della vicinanza alla stella, avrebbe una temperatura superficiale di oltre 1000 K nell'emisfero diurno.
LHS 1678 c è invece un po' più grande, ha una raggio paragonabile a quello terrestre e una massa massima di 0,82 M⊕ e orbita attorno alla stella in 3,7 giorni. Si trova in quella che viene definita la Venus Zone (VZ), una zona nei pressi del bordo interno della zona abitabile dove esistono grandi probabilità che un pianeta abbia sviluppato condizioni simili a quelle di Venere, con un effetto serra incontrollato che ha innalzato notevolmente la temperatura media superficiale per un pianeta che riceve, in questo caso, 13 volte la radiazione che riceve la Terra dal Sole.
LHS 1678 d è stato confermato nel 2024. Le sue dimensioni sono paragonabili a quelle della terra e orbita a 0,03995 UA in un periodo di 4,96 giorni, ricevendo 9 volte la radiazione che riceve la Terra dal Sole.
Prospetto del sistema
Sotto un prospetto del sistema planetario
| Pianeta | Tipo      | Massa   | Raggio   | Periodo orb.  | Sem. maggiore | Eccentricità | Incl. orbita |
| ------- | --------- | ------- | -------- | ------------- | ------------- | ------------ | ------------ |
| b       | Terrestre | 0,06 M⊕ | 0,696 r⊕ | 0,86 giorni   | 0,01251 UA    | 0,041        | 87,55°       |
| c       | Terrestre | 0,39 M⊕ | 0,982 r⊕ | 3,694 giorni  | 0,0331 UA     | 0,034        | 89,09°       |
| d       | Terrestre | —       | 0,981 r⊕ | 4, 965 giorni | 0,0400 UA     | 0.036        | 88,31°       |